# آدام بوتک
آدام بوتک (مجاری: Botek Ádám؛ زادهٔ ۵ مارس ۱۹۹۷) قایقران کانو اهل اسلواکی است.
وی در مسابقات کشوری و بین‌المللی در مجموع برندهٔ ۳ مدال نقره، ۳ مدال برنز شده‌است.